# Wilhelm Hofmayr
Wilhelm Hofmayr est un missionnaire catholique et un ethnologue germanophone du début du XXe siècle. Son principal ouvrage est une monographie sur l'histoire, la religion et la vie des Shilluk, un peuple nilotique de l'actuel Soudan du Sud. Il a résidé auprès des Shilluk, avec quelques interruptions, entre 1906 et 1916 dans les localités de Tonga et de Lull. Durant la Première Guerre mondiale, il a été interné de 1916 à 1919 à Sidi Bihr (Alexandrie). Il a rédigé sa monographie durant sa captivité avec l'aide des notes laissées par son coreligionnaire, le missionnaire Wilhelm Banholzer décédé en 1914.

## Œuvres
- (de) Wilhelm Hofmeyer, « Zur Geschichte und sozialen und politischen Gliederung des Stammes der Schillukneger », Anthropos, vol. 5 cahier n°2,‎ 1910, p. 228-233 (JSTOR 40443553)
- (de) Wilhelm Hofmayr, Die Schilluk : Geschichte, religion und leben eines Niloten-stammes / Nach P. Banholzers F.S.C. und eigenen aufzeichnungen dargestellt von Wilhelm Hofmayr, Administration des Anthropos, St. Gabriel, Mödling bei Wien, 1925, 521 p.